# Acupalpa irwini
Acupalpa irwini är en tvåvingeart som beskrevs av Shaun L. Winterton 2000. Acupalpa irwini ingår i släktet Acupalpa och familjen stilettflugor. Inga underarter finns listade i Catalogue of Life.